# 社会実験
社会実験（しゃかいじっけん）とは、新たな制度や技術などの施策を導入する際、場所と期間を限定して試行することで、有効性を検証したり問題を把握し、時にはその施策の本格導入を見送るかを判断する材料とするもの。実証実験（じっしょうじっけん）、パイロット事業とも呼ばれる。地域住民との意見交換ならびに周知と合意形成も兼ねている。

## 概要
1960年代頃からアメリカにおいてはリンドン・ジョンソン、ジョン・F・ケネディ大統領のもと、様々な分野で活発に行われていたが、日本においては行政と国民性の両面で受け入れにくいとされていた。
日本で本格的に行われ始めたのは1990年代になってからで、1999年に国土交通省（当時の建設省）主導で、道路に関する施策についての日本全国規模の社会実験が初めて公募された。高速道路におけるETCの導入、またスマートIC実験について日本全国的かつ大規模な社会実験が行われている。
パイロットとは、試験的に行うもの、先行するもの、水先案内人の意である。

## 様々な社会実験
日本では国土交通省が主導する道路と交通に関する社会実験が大半を占め、有料道路の割引、車種による通行時間の指定、自動車の通行を制限して自転車を無料で貸し出すサービス（レンタサイクル）、あるいは公共交通機関を一部利用者に無料としたり、限定的な路線・時間で運行あるいは増発するなど様々である。
地方自治体や民間でも社会実験が行われ始めた。

### 日本の行政による社会実験
- 茨城県那珂郡東海村は原子力発電所リスクコミュニケーションの社会実験とされている。[要出典]
- IMTS - 電波磁気誘導式のバスシステム。国の奨励する高度道路交通システム (ITS) の一種であり、トヨタグループが1999年から開発、2001年（平成13年）、南あわじ市にある「淡路ファームパーク イングランドの丘」の施設内交通として敷設された。
- 北海道枝幸郡歌登町において2000年から2004年まで生ゴミ処理機の社会実験が行われた。
- 熊本県熊本市では2002年度から毎年7月1日より1ヶ月、節水の社会実験を行っている（熊本市公式HP「熊本市の環境」）。
- 日本各地の地方自治体で、商店街に近い道路などを歩行者天国やトランジットモールとする社会実験が行われている。
- 日本全国の高速道路37路線50区間（計1,626km）で、2010年6月28日より2011年3月31日まで無料化に向けた無料化社会実験が行われた。
- 筑波研究学園都市内のつくばモビリティロボット実験特区で、2011年6月よりセグウェイの公道走行実験が開始されたのを手始めに、関東地方の各地で認可を得て搭乗型移動支援ロボットの実証実験が行われている[3][4][5]。
- NEDOによる助成事業「革新的ロボット研究開発基盤構築事業[6]」（自動配送ロボットによる配送サービスの実現）の一環として、パナソニックホールディングス株式会社は自動配送ロボットによる配送サービスの公道における10台同時運用の実証実験を2025年1月23日より開始[7][8]。

### 日本の民間・大学の社会実験
- いくつかの国立大学と工業高校によりIPv6の社会実験が行われている。
- 東京大学大学院が柏市・堺市などにおいて、オンデマンドバスの交通システムの実証実験を行っている（一部終了）。

## その他の社会実験といわれるもの
- ソビエト社会主義共和国連邦 - 「20世紀最大の社会実験」と言われている。
- ビットコイン - 新たな貨幣通貨として、様々なところで社会実験されている。